# Exochus lucidus
Exochus lucidus là một loài tò vò trong họ Ichneumonidae.